# Ikeda Tsuneoki

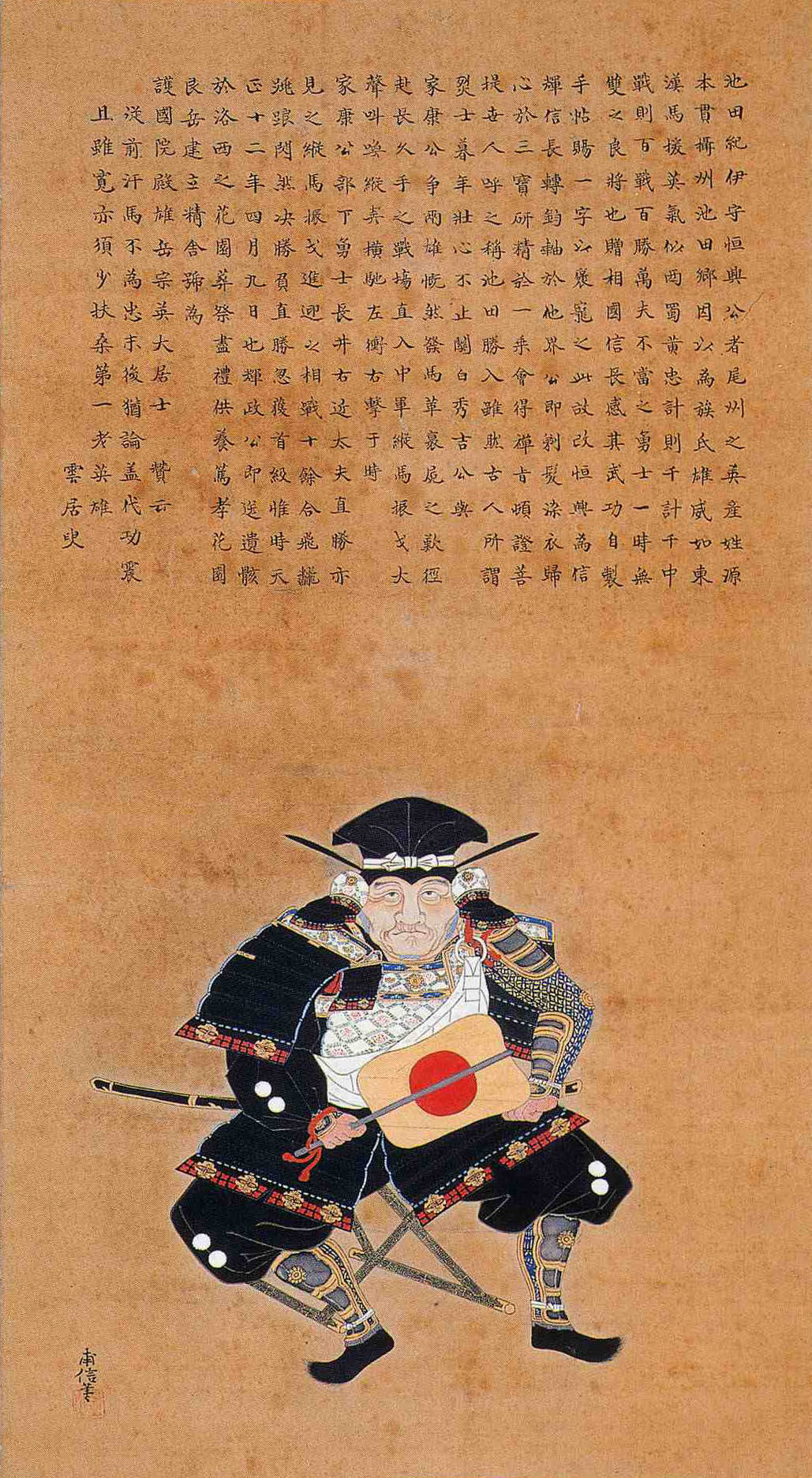
Ikeda Tsuneoki.

Ikeda Tsuneoki est un nom japonais traditionnel ; le nom de famille (ou le nom d'école), Ikeda, précède donc le prénom (ou le nom d'artiste).
Pour les articles homonymes, voir Ikeda.
Ikeda Tsuneoki (池田 恒興, 1536-18 mai 1584) est un daimyo de l'époque Sengoku.

## Biographie
Tsuneoki commence sa carrière comme soldat au service d'Oda Nobunaga. Sa mère était la nourrice de ce dernier et son père était déjà au service d'Oda Nobuhide. Il obtient son premier commandement en 1560 et participe à la décisive bataille d'Okehazama. En 1566, il obtient le château de Kinota dans la province de Mino, puis en 1570 celui d'Inuyama dans la province d'Owari après la bataille d'Anegawa. Après sa participation à la bataille de Nagashino puis sa victoire sur Araki Murashige, dont il récupère personnellement le domaine, la taille de ses fiefs équivaut à 100 000 koku et il fait partie des dix vassaux les plus puissants de Nobunaga. Après l'incident du Honnō-ji et la mort de Nobunaga, de son fils et de plusieurs de ses généraux, il se joint à la campagne de Hashiba Hideyoshi contre Akechi Mitsuhide et participe à la bataille de Yamazaki. Il devient par la suite l'un des quatre gardiens de Kyoto, avec trois des autres principaux vassaux du défunt Nobunaga : Hashiba Hideyoshi, Shibata Katsuie, et Niwa Nagahide, et est présent à la rencontre au château de Kiyosu, où se décide la succession du clan Oda. Il y prend le parti de Toyotomi Hideyoshi, contre Shibata Katsuie, et en récompense, son domaine est encore agrandi du château d'Ōgaki dans la province de Mino. Ses deux fils ainés sont aussi installés. Il participe ensuite à la campagne de Komaki, contre Ieyasu Tokugawa en se voyant attribuer le commandement. Après un long moment d'observation entre les deux camps, chacun se tenant sur ses forteresses et craignant une erreur aussi fatale que la bataille de Nagashino a pu l'être pour le clan Takeda, il propose une stratégie à Hideyoshi, stratégie qui s’avérera finalement fatale pour lui, son fils ainé Motosuke, ainsi que l'autre commandant de son camp, Mori Nagayoshi, et la victoire politique qui s'ensuivra pour Hideyoshi lui sera très coûteuse.